# Scintille d'amore
Scintille d'amore (The Whole Shebang) è un film del 2001 diretto da George Zaloom.

## Trama
New Jersey, le famiglie Bazinni e Zito sono in forte competizione tra loro per il primato nel settore pirotecnico.
Dopo la morte di Frank Bazinni, arriva dall'Italia il nipote Giovanni. La sua nuova vita prende però una piega inaspettata, oltre a continuare la lotta con la famiglia rivale, il giovane si innamora follemente dell'affascinante vedova.